# Paradiso - Canto quattordicesimo

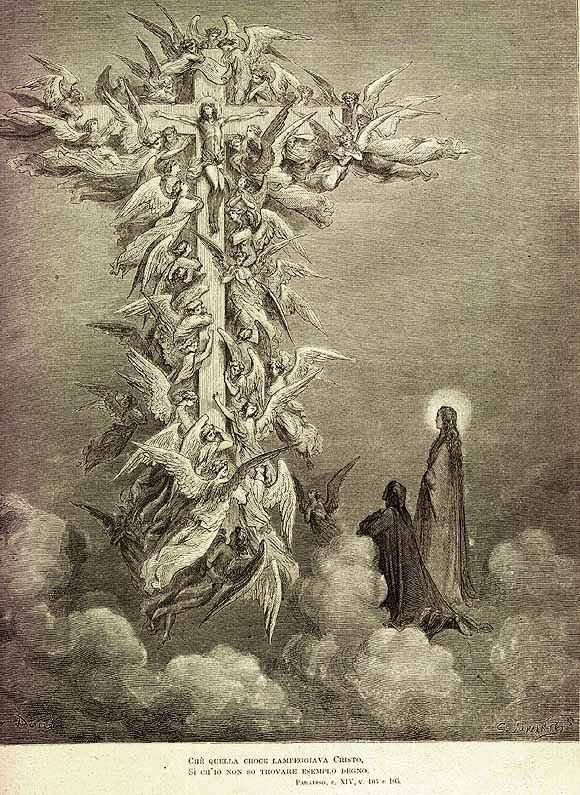
La Croce con Cristo, illustrazione di Gustave Doré

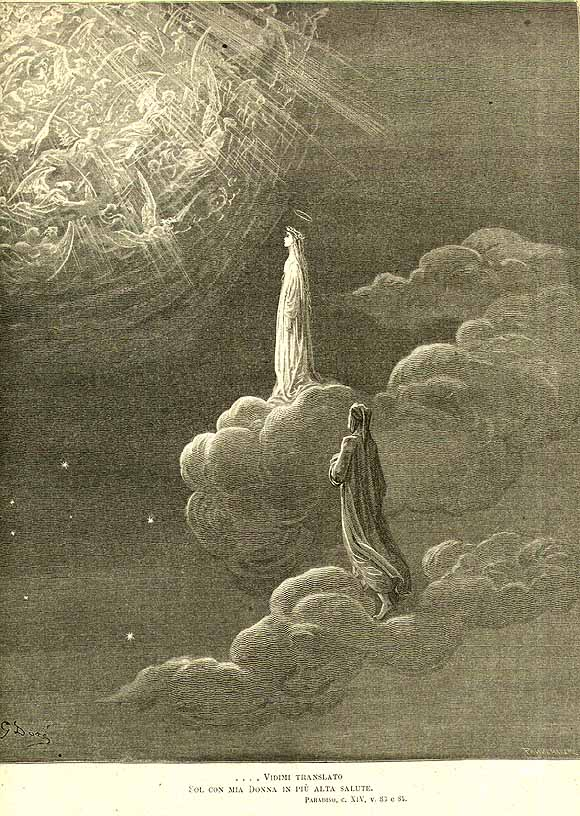
Il cielo di Marte, illustrazione di Gustave Doré

Il canto quattordicesimo del Paradiso di Dante Alighieri si svolge nel cielo del Sole e nel cielo di Marte, ove risiedono rispettivamente gli spiriti sapienti e gli spiriti combattenti per la fede; siamo alla sera del 13 aprile 1300, o secondo altri commentatori del 30 marzo 1300.

## Incipit
(Anonimo commentatore dantesco del XIV secolo)

## Temi e contenuti

### Nuovo dubbio di Dante e festa dei beati - versi 1-33
Beatrice, leggendo nella mente di Dante, esprime il dubbio che in lui è sorto, ovvero se anche dopo il Giudizio Universale, quando il corpo sarà ricongiunto all'anima, rimarrà la luce intensa che ora avvolge ogni anima, e se questa luce non disturberà la vista dei beati. Le 24 anime dei due cerchi manifestano la loro accresciuta letizia nel canto e nella danza; Dante-poeta osserva che chi sulla terra si lamenta di dover morire non comprende la gioia che deriva dalla grazia divina.

### Discorso di Salomone: la luce dei beati - vv. 34-60

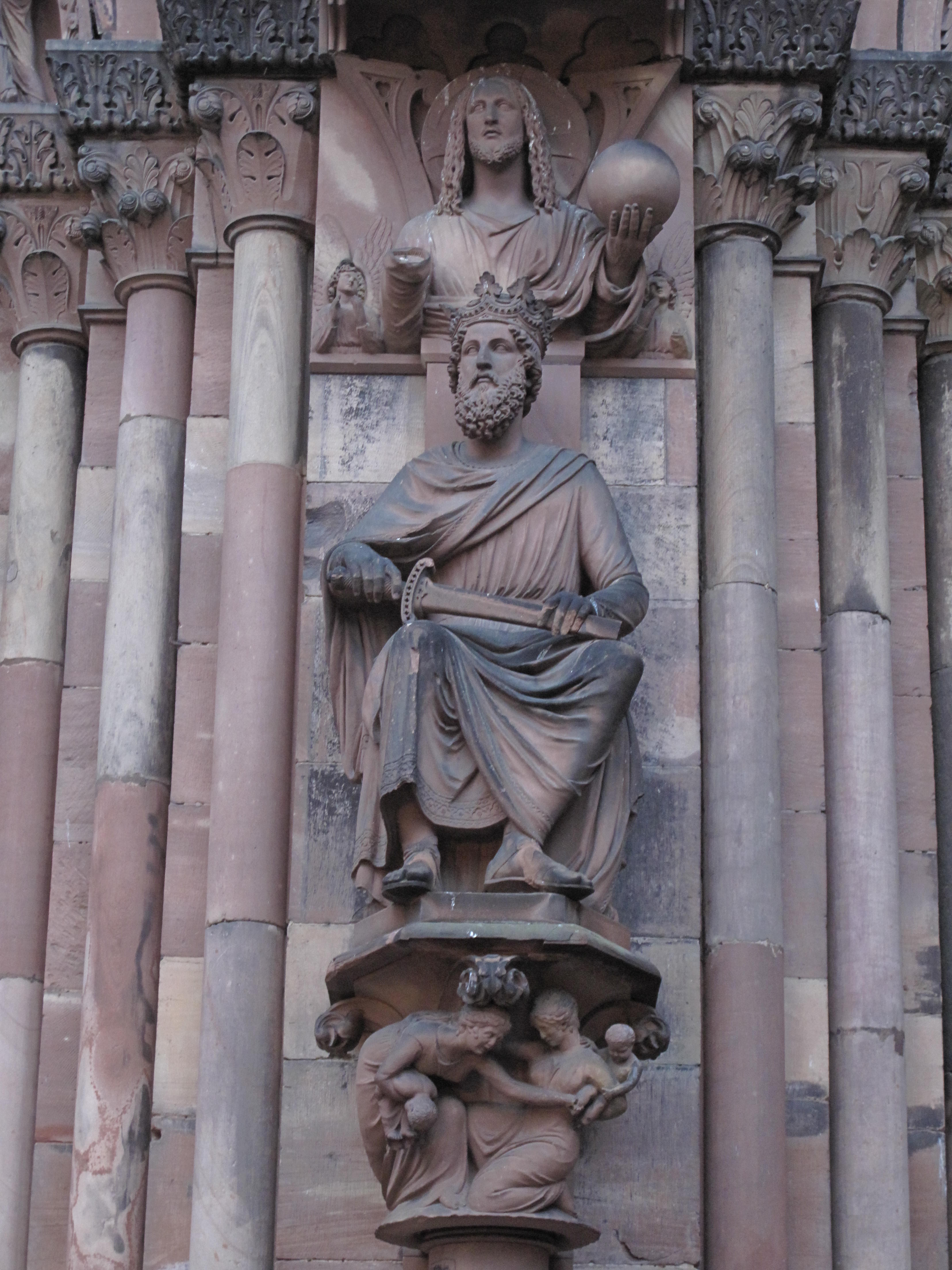
Salomone. Scultura del portale sud della cattedrale di Strasburgo

Con voce soave, l'anima più splendente del primo cerchio spiega: eternamente l'ardore di carità continuerà ad esprimersi con l'irradiazione luminosa, tanto più intensa quanto maggiore è la grazia donata da Dio in aggiunta al merito di ogni anima. Quando il corpo sarà ricongiunto  all'anima, la persona completa risulterà ancora più gradita a Dio. Crescerà di conseguenza la grazia illuminante, per cui aumenteranno la visione di Dio, la carità ardente, e infine la luce che ne deriva. La luce emanata dal corpo supererà quella dell'anima, e potrà essere sopportata solo in quanto tutto il corpo, quindi anche gli occhi, saranno resi più forti dalla condizione di beatitudine.

### Nuova festa delle anime - vv. 61-81
La prontezza con cui i beati dei due cerchi rispondono in coro "Amen" mostra il desiderio che essi hanno di ritrovare i loro corpi, non soltanto per sé, ma anche "per le mamme, i padri" e le altre persone care.
A questo punto, appare una nuova luminosità, e come le prime stelle che appaiono la sera si manifestano nuove anime, che formano un terzo cerchio esterno ai primi due. La luce diventa all'improvviso così forte che Dante non ne sostiene la vista, mentre Beatrice appare ancor più bella e ridente. 

### Cielo di Marte: visione della Croce - vv. 82-139
Contemplando Beatrice, Dante viene trasportato al cielo successivo. Se ne rende conto per lo splendore rosseggiante del pianeta (Marte), e ne prova piena gratitudine, offrendo tutto se stesso a Dio. La sua preghiera di offerta è bene accetta, e gli appaiono anime fulgenti di luce rossa distribuite lungo "due raggi", ovvero due fasci di luce disposti a croce greca. Nella croce appare lampeggiando il volto di Cristo, in modo che Dante non sa descrivere; solo il vero cristiano potrà comprendere.

Dalle estremità dei due bracci della croce i beati si muovono, con luce più splendente quando si incontrano, in diverse direzioni e a varia velocità, come il pulviscolo che si distingue in una striscia di luce penetrata in una stanza buia. Le loro voci creano una melodia dolce anche se non se ne intendono le parole, se non "Resurgi" e "Vinci", chiaramente riferibili alla Resurrezione di Cristo.
Tale è il piacere procuratogli da questo canto, che Dante lo antepone alla dolcezza della contemplazione di Beatrice. Potrà essere compreso e scusato da chi rifletta che la bellezza di lei aumenta di cielo in cielo, e che nel cielo di Marte Dante non ha ancora rivolto i suoi occhi a quelli di Beatrice.

## Analisi
Il canto offre uno sviluppo dottrinale e teologico di quanto toccato nei tre canti precedenti, riproponendo nel contempo in modo nitido l'immagine guida (i cerchi di anime) e l'associazione tematica luce-musica. In particolare, il tema della luce riceve un deciso sviluppo quando, dal v.85 in poi, si descrive il cielo di Marte. La prima impressione è cromatica: una diffusa luminosità tendente al rossastro, come è proprio del pianeta osservato dalla Terra). Poi si delineano su tale sfondo immagini via via più precise, sempre costruite dalla luce: due raggi in forma di croce, il misterioso lampeggiare del volto di Cristo, il muoversi rapido e scintillante di tanti punti luminosi lungo i bracci della croce. Questa croce greca richiama quella, ben nota a Dante, del catino absidale di Sant'Apollinare in Classe a Ravenna.

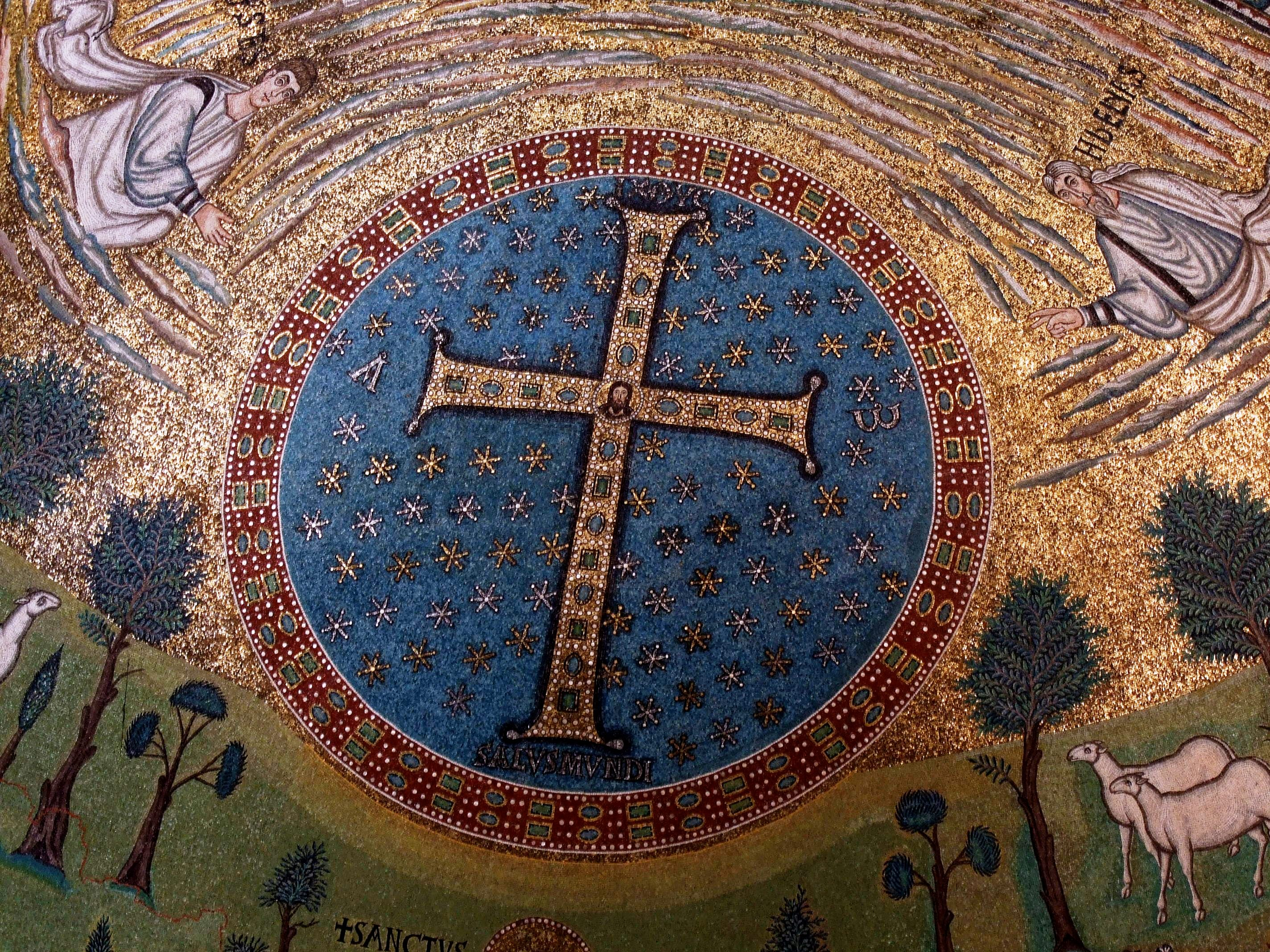
Mosaico di Sant'Apollinare in Classe.

Alla ricchezza di elementi visivi si aggiunge a questo punto il tema della musica, dato che da quei "lumi" (le anime) si leva un inno che, dice Dante-poeta, "mi rapiva" anche se sono comprensibili solo due parole-chiave legate al trionfo di Cristo sulla morte.

Questo inno corrisponde specularmente alla preghiera di lode alla Trinità cantata dagli spiriti sapienti nel cielo del Sole, che Dante descrive nella prima parte del canto (vv.28-33) per introdurre la spiegazione offerta da Salomone ad un dubbio teologico. Nelle parole dell'antico re d'Israele, espresse con "voce modesta" dalla "luce più dia" (vv.34-35) il linguaggio della luce ha largo spazio nella similitudine (vv.52-60) relativa al rapporto fra corpo ed anima dopo la resurrezione dei corpi.

Un tratto espressivo caratteristico è la presenza di immagini e parole del linguaggio familiare, o almeno dell'esperienza quotidiana: dai cerchi nell'acqua (vv.1-3), al carbone incandescente (v.52), al cielo dove appaiono le prime stelle (vv.70-71), alla rappresentazione efficacissima del pulviscolo atmosferico visibile nel raggio di luce penetrato in una stanza oscura (vv.115-117). Di questo linguaggio familiare è culmine (vv.64-65) l'espressione "per le mamme" che connota affettivamente l'ambiente di paradiso. Del resto, come nota Umberto Bosco , il registro "domestico" di questo canto ne assicura la funzione di proemio al trittico di Cacciaguida.